# .jo
.jo – domena internetowa przypisana od roku 1997 do Jordanii i administrowana przez National Information Technology Center (NITC).

## Domeny drugiego poziomu
- com.jo: firmy, organizacje
- edu.jo: kolegia, uniwersytety, szkoły, instytuty edukacyjne
- gov.jo: strony rządowe
- mil.jo: strony wojskowy
- name.jo: osoby
- net.jo: dostawców sieci
- org.jo: organizacje Non profit.